# Мутланген
Мутланген (нім. Mutlangen) — громада в Німеччині, знаходиться в землі Баден-Вюртемберг. Підпорядковується адміністративному округу Штутгарт. Входить до складу району Східний Альб.
Площа — 8,78 км2. Населення становить 6750 ос. (станом на 31 грудня 2020).

## Відомі особистості
В поселенні народився:
- Домінік Кайзер (* 1988) — німецький футболіст.